# Arisaema amurense
Arisaema amurense là một loài thực vật có hoa trong họ Ráy (Araceae). Loài này được Maxim. mô tả khoa học đầu tiên năm 1859.